# Lo scheletro di Cassio
Lo scheletro di Cassio è un film muto italiano del 1917 diretto da Giuseppe De Liguoro.